# Das malvenfarbene Taxi
Das malvenfarbene Taxi (Originaltitel: Un taxi mauve) ist ein französisches Filmdrama von 1977 des Regisseurs Yves Boisset. Es basiert auf dem gleichnamigen Roman von Michel Déon, der 1973 erschien und den Grand Prix du Roman gewann.
Das Video zum Film kam in Deutschland auch als Das Schloß des Tyrannen auf den Markt. Ein weiterer deutscher Titel ist Irisches Intermezzo.
Gedreht wurde in Englisch, der Film kam aber zuerst in Französisch heraus (wobei Rampling und Ustinov selbst in Französisch synchronisierten). Der Film kam am 27. Mai 1977 in Frankreich heraus.

## Handlung
Der Film spielt auf dem Land im Süden und Westen Irlands. Mehrere Geschichten sind ineinander verwoben. Ein gemeinsamer Strang ist der alte Landarzt Seamus Scully, gespielt von Fred Astaire, der ein malvenfarbenes Taxi fährt. Die handelnden Personen sind überwiegend exzentrische Ausländer mit mysteriösem Hintergrund, die sich aus unterschiedlichsten Gründen nach Irland zurückgezogen haben und ihre Geschichten voreinander verborgen halten.
Der Schriftsteller Philippe Marcal, gespielt von Philippe Noiret, hat sich nach dem Tod seiner Kinder in ein kleines irisches Dorf zurückgezogen und ist scheinbar krank. Sharon Frederick, gespielt von Charlotte Rampling, ist mit einem Welfenprinzen verheiratet. Sie ist die Schwester des jungen Jerry Keen, gespielt von Edward Albert, der wie sie Spross einer millionenschweren amerikanischen Familie ist, aber aus mysteriösen Gründen mit der Familie gebrochen hatte und im Exil in Irland lebt. Er geht gelegentlich mit Marcal auf die Jagd. Marcal wiederum beginnt eine Affäre mit Sharon Frederick. Taubelman, gespielt von Peter Ustinov, ist ein umtriebiger undurchsichtiger Exilrusse, der ein Pferde-Zentrum plant und mit seiner schönen zunächst scheinbar stummen Tochter Anne, gespielt von Agostina Belli, auf einem Schloss lebt. Marcel findet Anne am Strand nach einem Reitunfall und bringt sie ins Krankenhaus. Ihm zuliebe beendet sie ihr Schweigen. Sie befreit sich aus der Isolation durch Taubelmann und heiratet Jerry, die Ehe scheitert sofort. Der umgängliche irische Landarzt Scully taucht an entscheidenden Stellen der Geschichte mit seinem Taxi auf und gibt Lebensratschläge.

## Sonstiges
Boisset war dafür 1977 für die Goldene Palme in Cannes nominiert.
Die Filmmusik von Philippe Sarde beinhaltet auch Beiträge der irischen Folkband Chieftains.
Gedreht wurde in Irland, besonders in Eyeries in County Cork, in Ashford Castle (County Sligo), Rosturk Castle (County Mayo), dem Strand von Coumeenoole und Slea Head (County Kerry).
Es ist einer der letzten Filme mit Fred Astaire.

## Kritik
„Der psychologisch nicht allzu tief lotende, gelegentlich recht derbe Film nach dem gleichnamigen Roman von Michel Deón besticht durch schauspielerische Brillanz, die den skurrilen Typen Profil verleiht, aber auch durch die Einbeziehung der faszinierenden Landschaft in die bisweilen absurde Handlung.“